# Roberto Colazingari
Roberto Colazingari (Subiaco, 7 aprile 1993) è un canoista italiano, nella disciplina di C1 slalom.

## Biografia
Nel 2008 a 15 anni entra nel giro della nazionale giovani partecipando anche alla Coppa del mondo, entrando l'anno successivo in pianta stabile nella nazionale maggiore per non lasciarla più.
Nel 2010 conquista il bronzo al Mondiale e nel 2011 il titolo europeo entrambi nella categoria Junior. 
Il 2012, primo anno da Senior/U23, è da incorniciare visto la conquista del Bronzo agli europei U23 e il trionfo al primo campionato mondiale U23 della storia, bissandolo nel 2014, tuttora unico atleta con 2 ori mondiali U23 individuali, aggiungendo anche il mondiale U23 a squadre del 2015 insieme a Raffaello Ivaldi e Paolo Ceccon.
Nel 2017 ha vinto il bronzo europeo a squadre con Ivaldi e Stefano Cipressi conquistando inoltre la sua prima finale mondiale, chiusa al 5º posto.
Nel 2019 conquista la sua prima vittoria in Coppa del mondo a Tacen, completando una tripletta storica assieme alle vittorie di Stefanie Horn e Giovanni De Gennaro nel K1 femminile e maschile.

## Palmarès
- Campionati del mondo

2010 - Foix: 3º nella C1 Junior individuale
2012 - Wausau: 1º nella C1 U23 individuale
2014 - Penrith (Australia): 1º nella C1 U23 individuale
2015 - Foz do Iguaçu: 1º nella C1 U23 a squadre
- Europei

2011 - Banja Luka: 1º nella C1 Junior individuale
2012 - Solkan: 3º nella C1 U23 individuale
2015 - Cracovia: 2º nella C1 U23 a squadre
2017 - Tacen: 3º nella C1 a squadre